# Marcel Mithois
Marcel Mithois est un journaliste, romancier, auteur dramatique et scénariste français, né le 15 juin 1922 à Port-Saïd (Égypte) et mort le 20 juillet 2012 à Cazouls-d'Hérault,.
Il est l'auteur de plusieurs pièces à succès avec Jacqueline Maillan comme Croque-monsieur (1964) et Coup de soleil (1982). C'est aussi le scénariste de la série télévisée Les Quatre Cents Coups de Virginie (1979), adaptée de sa chronique dans Jours de France.

## Biographie
Marcel Mithois est né le 15 juin 1922 à Port-Saïd (Égypte) d'un père normand, ingénieur du Canal de Suez, et d'une mère à moitié écossaise.
À onze ans, il se retrouve pensionnaire à l'institution Stanislas à Paris et sera accueilli par le docteur Genevoix, frère de l'écrivain et académicien français Maurice Genevoix. Il avait alors pour ami Gérard Philipe.
Il passe la guerre en Égypte, pensionnaire chez les jésuites, où il passe son bac philo, puis commence son droit. En 1942, il s'engage dans les Forces françaises libres et fait la campagne d'Afrique du nord.
Après la Libération, il poursuit ses études à l'Institut d'études politiques de Paris pour devenir ambassadeur, mais laisse tomber Sciences Po pour entrer dans la revue Réalités dont il deviendra directeur littéraire. Cela lui permettra d'aider de jeunes écrivains comme Hervé Bazin, Sébastien Japrisot ou Georges Arnaud, et de rencontrer les plus beaux esprits de l'époque : Albert Camus, Aragon, Ionesco, Anouilh, André Malraux, Colette...
Il épouse une femme qui avait eu trois enfants d'un premier mariage et qu'il avait rencontrée à Cannes des années plus tôt. Ils eurent trois autres enfants, et les fins de mois étaient difficiles.[réf. nécessaire] Il a alors l'idée d'écrire un roman, pendant ses trajets en métro : Passez muscade (1954). Il l'envoie à René Julliard qui le recontacte immédiatement et lui promet le prix Goncourt. Il ne l'obtient pas mais le livre a un certain succès, et il écrit un deuxième roman Un morceau de roi (1955) toujours chez Julliard, qui ne se vendit pas très bien.
Il n'écrira plus de roman car « cela prend trop de temps à écrire, et j'ai trop d'enfants à nourrir ». Il passe à la radio, sur France Inter, où on lui commande un billet d'humour hebdomadaire, puis des feuilletons humoristiques Une si jolie petite peste (1957) et Les Grandes Heures de Pamela (1958).
Il remporte alors un concours de pièces comiques en un acte avec Isabelle et le Général qui sera enregistrée avec François Périer, Pierre Bertin et Denise Gence.
Les demandes affluent, et il décide de s'essayer à une pièce en trois actes Une femme en or et qui sera jouée en mars 1964 au théâtre Saint-Georges, cinq ans plus tard et après un véritable parcours du combattant, sous le titre de Croque-monsieur (titre trouvé par un de ses amis, le pianiste Samson François). Premier grand rôle au théâtre pour Jacqueline Maillan, ce sera un triomphe, la pièce sera jouée plus de 1 700 fois.
Parallèlement, Marcel Dassault lui confie une chronique humoristique dans son hebdomadaire Jours de France. Ce sera Paul et Virginie, une chronique maritale qui sera un des succès de Jours de France. Il en écrira plus de deux cents pendant quatre ans sans interruption. Elles seront éditées chez Julliard et feront l'objet d'une série télévisée : Les Quatre Cents Coups de Virginie avec Anicée Alvina diffusée en 1979, dont il signe et l'adaptation et les dialogues.
Après le succès de Croque-Monsieur, il poursuit une carrière d'auteur dramatique et d'auteur de télévision, il sera même directeur des créations dramatiques à l'ORTF puis directeur du comité de lecture à la SFP (Société Française de Production) entre 1970 et 1985.
Il continuera son travail d'auteur, émaillé de succès théâtraux comme Coup de soleil, avec Jacqueline Maillan au théâtre Antoine en 1982.

## Distinctions
- Chevalier de la Légion d'honneur
- Commandeur de l'ordre des Arts et des Lettres
- Médaille commémorative des services volontaires dans la France libre
- Médaille commémorative du Levant (1941)
- Prix Courteline de la SACD.

### Romans et feuilletons radio
- 1954 : Passez muscade, Julliard, 1954
- 1955 : Un morceau de roi, Julliard, 1955
- 1957 : Une si jolie petite peste, Pierre Horay, 1957
- 1958 : Les Grandes Heures de Pamela, roman, coll. « Pschitt », Pierre Horay no 45, 1958, 223 p. Couverture de Jacques Faizant. Illustrations de Simonka.
- 1963 : Les Nouvelles Aventures de Paul et Virginie, Julliard, 1963, 285 p.
- 1964 : Les 400 Coups de Virginie, Julliard, 1964

### Nouvelles
- 1955 : Pourla Moore, Les Œuvres Libres no 111 (337) Aout 1955

### Théâtre publié
- Isabelle et le Pélican ou Isabelle et le Général, pièce en un acte, L'Avant-scène Fémina-théâtre no 174, 15 mai 1958 - prix RTF de la pièce comique ;
- Élisabeth est morte, L'Avant-scène théâtre no 182, 1er octobre 1958 ;
- Cruelle Galéjade, pièce en un acte, L'Avant-scène théâtre no 209 ;
- L'Accompagnateur, monologue, L'Avant-scène théâtre no 231, 15 novembre 1960 ;
- Ça n'existe pas, monologue, L'Avant-scène théâtre no 242, 1er mai 1961 ;
- Le Passe-temps, pièce en un acte, L'Avant-scène théâtre no 253, 15 novembre 1961 ;
- Les Coups de théâtre, comédie en un acte , L'Avant-scène théâtre no 240, 1961 ;
- La Troisième Agnès, pièce en un acte, L'Avant-scène théâtre no 300, 1er décembre 1963 ;
- Croque-monsieur, comédie en 2 actes, L'Avant-scène théâtre no 325, 1er janvier 1965, rééd. L'Avant-scène théâtre, 2008  (ISBN 978-2-7498-1065-2)[3] ;
- Les Vacances rêvées, comédie en un acte, L'Avant-scène théâtre no 325, 1er janvier 1965[3] - création RTF avec le concours de Denise Gence ;
- Madame la défunte, pièce en un acte, L'Avant-scène théâtre no 391, 15 novembre 1967 ;
- Une fois par semaine d'après Muriel Resnik, L'Avant-scène théâtre no 371, 1er janvier 1967 ;
- Le Saut du lit de Ray Cooney et John Chapman, L'Avant-scène théâtre no 506, 15 novembre 1972 ;
- L'Arc de triomphe d'après Franca Valeri, L'Avant-scène théâtre no 535, 15 février 1974 ;
- Les Jeux de la nuit, L'Avant-scène théâtre no 554, 1974 ;
- Les Folies du samedi soir, L'Avant-scène théâtre no 640, 15 décembre 1978 ;
- Coup de soleil, L'Avant-scène théâtre no 733, 1er juillet 1983.

## Théâtrographie
Théâtre
- 1964 : Croque-monsieur
- L'Ironie du sort
- 1967 : Saint-Dupont
- 1969 : Un crime de bon ton
- 1973 : La Royale Performance
- 1982 : Coup de soleil

Pièces radiodiffusées
- 1958 : Isabelle et le pélican = Isabelle et le Général : un acte (prix RTF de la pièce comique)
- 1958 : Élisabeth est morte
- 1959 : Cruelle Galéjade : un acte
- 1960 : L'Accompagnateur, monologue
- 1961 : Ça n'existe pas, monologue
- 1961 : Le Passe-temps, un acte
- 1961 : Les Coups de théâtre, comédie en un acte
- 1963 : La Troisième Agnès, un acte
- 1965 : Les Vacances rêvées, comédie en un acte (création RTF avec le concours de Denise Gence)
- 1967 :  Madame la défunte, un acte

Adaptations
- 1966 : Une fois par semaine, d'après Muriel Resnik.
- 1972 : Le Saut du lit de Ray Cooney et John Chapman
- 1974 : L'Arc de triomphe, d'après Franca Valéri.
- 1974 : Les Jeux de la nuit
- 1978 : Le Vent sur la maison
- 1978 : Les Folies du samedi soir
- 1986 : Au secours ! Elle me veut
- 1989 : Mon dernier rêve sera pour vous

## Filmographie
- 1966 : Atout cœur à Tokyo pour OSS 117, réalisé par Michel Boisrond, d'après le roman de Jean Bruce, adaptation de Terence Young et Pierre Foucaud, dialogue Marcel Mithois.
- 1968 : Puce
- 1978 : Paul et Virginie
- 1980 : Madame S.O.S.
- 1981 : SARL (Société amoureuse à responsabilité limitée), réalisation Christian-Jaque, scénario Marcel Mithois, adaptation Christian-Jaque et Jacques Emmanuel.
- 1989 : Mon dernier rêve sera pour vous, série TV en 6 épisodes de 52 min, réalisé par Robert Mazoyer, d'après Jean d'Ormesson, adaptation Béatrice Rubinstein, dialogues Marcel Mithois, avec Francis Huster et Danièle Lebrun.
- 1989 : Le Saut du lit, réalisé par Pierre Cavassilas, avec Dany Carrel, Patrick Préjean et Philippe Nicaud.